# Carnaval de Nivelles

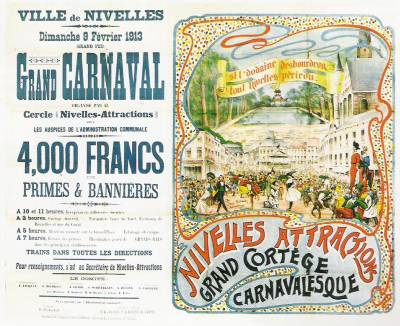
Affiche du carnaval de 1913

Le carnaval de Nivelles est l’un des plus importants de Belgique. Il est le plus ancien carnaval de la province du Brabant wallon. Il accueille de nombreux chars, groupes folkloriques dont les célèbres « Gilles » et les géants nivellois. Le carnaval aclot est surtout célèbre pour ses sociétés de gilles et ses sociétés de fantaisies qui attirent la foule comme dans le Hainaut et plus particulièrement dans la région du Centre limitrophe (carnaval de type binchois). Il se déroule sur quatre jours lors du dimanche des Brandons : il commence le premier samedi de Carême pour se finir le mardi suivant.

## Historique

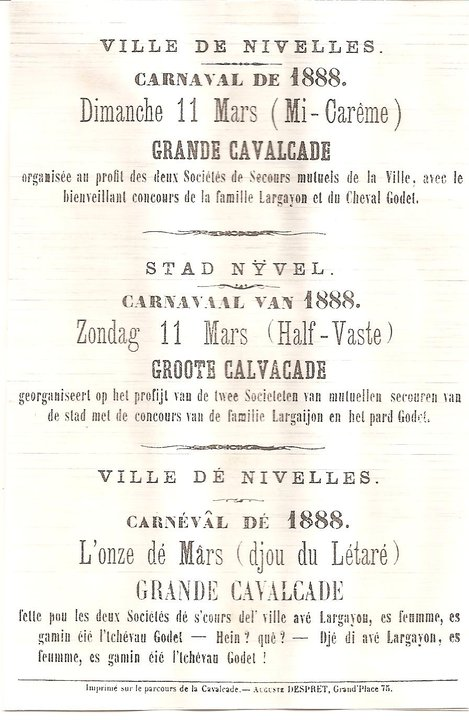
Affiche du carnaval de 1888

Le carnaval de Nivelles a commencé avant les années 1900. Il avait lieu au Laetare et s'est ensuite déplacé vers le premier week-end de Carême. On ne sait pas exactement quand les gilles y sont apparus pour la première fois (vers 1910).

## Composition des différentes sociétés
La composition est toujours changeante. Certaines sociétés apparaissent et d'autres disparaissent au fil des carnavals. Le carnaval de Nivelles est en phase de devenir un des plus importants de Belgique, à l'image des deux dernières éditions qui ont enregistré un record d'affluence (50 000 visiteurs).

### Les sociétés de Gilles

#### Les sociétés composées uniquement de Gilles
Le carnaval de Nivelles est composé de huit sociétés de gilles : Les Gilles De L’An 2000, Les Gilles De L’Apertintaille, Les Gilles De L’Argayon, Les Gilles De L’Espontôle, Les Enfants de Jean De Nivelles, Les Rif Tout D'Ju, Les Brocs A L’Aye et la société royale des Gilles Nivellois.
Deux sociétés sont un mélange entre des Gilles et des femmes qui portent un autre déguisement folklorique. Dans la société Les Enfants de Jean de Nivelles, les femmes se déguisent en Jean de Nivelles.

### Les sociétés de fantaisie
Cinq sociétés de fantaisie participent au carnaval nivellois. Ce sont des sociétés sans gilles.

#### Avec la musique de gilles
Trois sociétés qui distribuent des oranges comme les gilles : Les Paysannes, Les Pierrots et Les Arlequins.

#### Avec la viole
Une seule société qui ne sort que le samedi : Les T’Chapelles. La viole, de son vrai nom "orgue de Barbarie" est, comme son nom l'indique, un orgue. Sa particularité vient du fait que les flûtes sont activées par un clavier dont les touches se lèvent et s'abaissent grâce à un cylindre pointé comparable aux cylindres des boîtes à musique. La seule différence est les milliers de clous et d'agrafes composant ce cylindre. Huit airs y sont pointés. La différence avec un orgue à cartes est que l'orgue à cylindre est transportable et donc adéquat pour les sorties en ville. C'est Josselin Lebon, de Binche, qui a relancé la fabrication de ces orgues.

## Les plaques commémoratives

### Les Gilles De L'An 2000
Les Gilles de l'An 2000 ont une plaque commémorative dans une ruelle du vieux Nivelles située dans la rue Bléval. Les Gilles De L’An 2000 ont pour habitude de passer dans cette toute petite ruelle appelée "L'Estritcho(t)" lors du lundi du carnaval.

### Les Gilles De L'Argayon
Les gilles de l'Argayon ont une plaque commémorative dans le vieux Nivelles située rue des prêtres (« square des gilles de l'Argayon »). Les gilles de l'Argayon ont pour habitude d'y faire un rondeau lors des sorties.

## Les Soumonces
Les sociétés de gilles et les fantaisies sortent déjà trois fois avant le carnaval pour la préparation du carnaval.

### L'audition de batterie
Elle se déroule 45 jours avant le carnaval. Les différents groupes déambulent dans la ville de Nivelles au son des tambours et des grosses caisses pour se remettre dans le bain. La joie est de retour pour les nombreux habitants car le carnaval se rapproche.

### Première Soumonce en batterie
Elle se déroule 30 jours avant le carnaval. La première soumonce est la première fois où l'on peut entendre le son des apertintailles. Les membres des différentes sociétés mettent pour la première fois leurs sabots. Certaines sociétés sont en sarrau et d'autres en polo de la société.

### Soumonce générale (en musique)
Elle se déroule 15 jours avant le carnaval. L'excitation monte. Des petits groupes se font ramasser au son du tambour de maison en maison pour rejoindre le local de la société. Ensuite les groupes déambulent en ville muni d'un costume original unique par société. Les différentes sociétés se rejoignent pour un rondeau en soirée.

## Le Carnaval Aclot

### Le samedi
Le samedi est dédié au carnaval des enfants.
Vers 14 h 30, un cortège part de la gare de l’est en direction de la Grand'Place avec la participation du Lolo, du Corps Musical Nivellois, de l’école de Tambours de la ville, des enfants déguisés et des T'Chapelles. Ce groupe, fort d'une soixantaine de participants, anime les rues de la ville au son d'un orgue de Barbarie appelé communément "viole". Ses airs entraînants emmènent les danseurs dans un pas glissé propice à l'amusement. Ce groupe fut fondé en 1981 par Robert Scohy & Guy Simoens.
Depuis 2013, le samedi du carnaval de Nivelles, il y a deux écoles de tambours qui jouent ce jour-là pour dire que c'est la veille du grand jour-J du carnaval.
Ensuite, les participants se rejoignent au Waux-Hall (centre culturel) pour l'élection des rois et reines du Carnaval (les plus beaux déguisements).
Les T'Chapelles, quant à eux, poursuivent par une balade en ville. Les jeunes Nivellois font déjà la fête en soirée dans les différents coins de la ville.

### Le dimanche

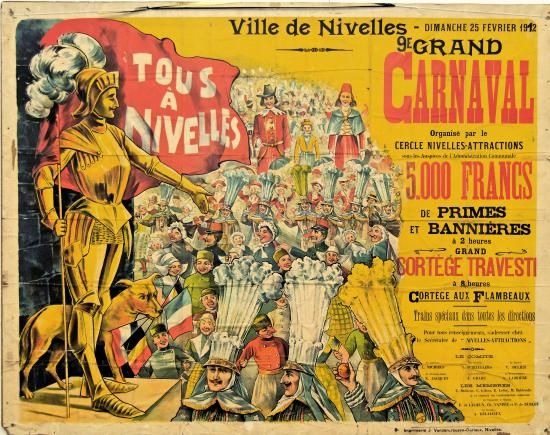
Affiche du carnaval de 1912

#### Dimanche matin
Le dimanche commence très tôt par le bossage des gilles. 
Les gilles des différentes sociétés se font ramasser de maison en maison en buvant le champagne, au son de l'aubade matinale, en ayant le ramon à la main. Les différents ramassages se rejoignent dans le local de leur société respective, puis celles-ci se dirigent vers l'hôtel de ville pour y recevoir les médailles honorifiques et ensuite passent dans le cloître de la collégiale pour y boire le verre de l'amitié en se souhaitant "Bon carnaval !".

#### Dimanche après-midi
Le cortège prend son départ à la gare et se dirige vers la Grand'Place. Les nombreux chars locaux et invités, Miss et Mister Carnaval, les géants nivellois, les sociétés de gilles et de fantaisies y prennent part. Chaque année certains groupes sont invités au cortège par l’association “Nivelles en Fêtes”, ils viennent parfois de loin.
Les gilles troquent leur ramon contre un panier. Les gilles et les sociétés de fantaisie ont enfin des oranges à offrir au public nombreux sur le parcours. L’incarnation du « roi gille » prend tout son sens ! À leur arrivée sur la Grand'Place, un rondeau est organisé, puis ils repartent en société se balader dans la ville. Ils ne lancent plus d'oranges le soleil couché.

### Le lundi

#### Lundi matin
Les différentes sociétés se rendent dans les écoles de la ville ainsi que dans les maisons de retraite saluer les ainés et les plus jeunes nivellois qui n'ont peut être pas eu l'occasion ou la possibilité de venir le dimanche.

#### Lundi après-midi
Le carnaval des écoles. Des écoles de la ville se rendent sur la Grand’Place pour admirer les gilles et les sociétés de fantaisies qui font un petit cortège. Les élèves sont ravis de voir le folklore wallon et de ramener des oranges dans leur famille le soir (C'est leur premier jour d'école après les vacances de carnaval).

#### Lundi soir
Le carnaval des Aclots. Les Nivellois se retrouvent sans toute l'agitation des visiteurs de la veille. Ils se déguisent souvent pour cette soirée. Un cortège, composé de toutes les sociétés et de tous les groupes de la cité qui ont participé au cortège du dimanche, se déroule de la place Emile de Lalieux à la Grand'Place. Il est suivi d'un rondeau sur celle-ci.
Les différentes sociétés brûlent ensuite les bosses devant leur local respectif. Il s'agit d'un grand feu où l'on brûle le personnage incarné par les membres de la société. Comme le Bonhomme Hiver dans d'autres contrées. Les groupes disent ainsi adieu au carnaval. Les sociétés se promènent encore au son des tambours dans les rues de Nivelles jusque tard dans la nuit.

### Le mardi
Lors du dernier jour de carnaval appelé le Raclot, les différentes sociétés se réunissent et repartent encore en musique. Cette fois-ci sans les costumes traditionnels, mais avec des déguisements individuels. Elles se baladent dans la ville jusque dans la nuit.
Il y a également un feu d'artifice, offert par les forains, tiré près de la Grand'Place dans la soirée.

## L'Affiche
Un concours est organisé par l'association Nivelles en fête chaque année pour choisir l'affiche du carnaval. Tout le monde peut voter pour choisir l'affiche qu'il veut voir fleurir un peu partout dans la ville avant le carnaval.

## Site officiel du Carnaval de Nivelles
www.carnavaldenivelles.be